# Cestrum darcyanum
Cestrum darcyanum är en potatisväxtart som beskrevs av C. Benitez de Rojas och N. W. Sawyer. Cestrum darcyanum ingår i släktet Cestrum och familjen potatisväxter. Inga underarter finns listade i Catalogue of Life.